# 도토리원정대
도토리 원정대(프랑스어: Le Bois des Couadsous)는 보드 게임 디자이너 조나단 무 노즈가 디자인 한 패밀리 보드게임이다. 2016년, 대한민국의 생각투자 주식회사(AURUM,inc)에 의해 출시되었다. 게임은 2~4명이 할 수 있다.

## 게임 정보
도토리 원정대는 2016년, JEUX OPLA에서 출판되었으며, 보드게임 긱에서는 패밀리 게임 부분에 기재되어 있다.

## 게임의 구성
도토리 원정대의 구성은 다음과 같다.
- 메모리카드 9장: 양면에 버섯, 나뭇잎, 돌(모양) / 노랑, 빨강, 파랑(색)
- 도토리 카드 112장:  한 면에 1~2개의 도토리가 그려져 있다.
- 다람쥐카드 4장

## 목적
도토리를 찾아 가는 길의 장애물을 기억하는 메모리 게임이다. 기억력이 좋은 다람쥐가 도토리를 얻을 수 있다. 도토리 5개를 먼저 모으는 다람쥐가 승리한다.